# هاريسبورغ (إنديانا)
هاريسبورغ هي منطقة فردية في بلدة هاريسون ، مقاطعة فاييت، إنديانا.

## الجغرافيا
تقع هاريسبيرغ على 39°41′12″N 85°10′48″W / 39.68667°N 85.18000°W.